# Vounoplagiá
Vounoplagiá (Vounoplagia) är en ort i Grekland.   Den ligger i prefekturen Nomós Ioannínon och regionen Epirus, i den nordvästra delen av landet, 300 km nordväst om huvudstaden Aten. Vounoplagiá ligger 501 meter över havet och antalet invånare är 1 404.
Terrängen runt Vounoplagiá är varierad. Runt Vounoplagiá är det mycket tätbefolkat, med 1 056 invånare per kvadratkilometer. Närmaste större samhälle är Ioánnina, 6,4 km sydost om Vounoplagiá. Trakten runt Vounoplagiá består till största delen av jordbruksmark.